# گووشنکو
گووشنکو (به لاتین: Głuszynko) یک روستا در لهستان است که در گمینا پوتنگووو واقع شده‌است. گووشنکو ۲۵۰ نفر جمعیت دارد.